# جان لوك مولين
جان لوك مولين (بالفرنسية: Jean-Luc Moulène )‏ (و. 1955  م) هو فنان فرنسي، ولد في رانس.